# 노샘프턴 타운 FC
노샘프턴 타운 풋볼 클럽(영어: Northampton Town Football Club)은 노샘프턴셔주, 노샘프턴을 연고지로 하고 있는 잉글랜드의 프로 축구 클럽이다.
노샘프턴 타운은 1897년에 지역의 학교 선생님들과 사무 변호사인 AJ 다넬이 창단하였다. 7,653명을 수용할 수 있는 식스필즈 스타디움을 홈구장으로 사용하고 있는데, 1994년까지는 노스햄튼셔 카운티 크리켓 클럽과 함께 카운티 그라운드를 같이 사용해왔다. 클럽의 가장 큰 라이벌은 피터버러 유나이티드이고, 피터버러 이외에 러시든 앤 다이아몬즈, 바넷, 밀턴케인스 던스 등과 라이벌 관계를 맺고 있다. 전통적으로 사용하고 있는 색깔은 암적색과 흰색이다.

## 우승 기록

### 국내
- 풋볼 리그 3부

우승 (1회): 1962-63
- 풋볼 리그4부

우승 (2회): 1986-87,2015-16
- 서던 풋볼 리그

우승 (1회): 1908-09

## 선수 명단

### 현역
참고: FIFA 자격 규정에 따라 소속된 국가대표팀 국기를 표시합니다. 선수는 복수의 FIFA 비회원국 국적을 가지고 있을 수 있습니다.
| 번호 | 포지션 | 국적     | 이름            |
| ---- | ------ | -------- | --------------- |
| 13   | GK     | 뉴질랜드 | 닉 차네프       |
| 15   | FW     | 아일랜드 | 데어라 코스텔로 |
| 19   | FW     | 웨일스   | 타일러 로버츠   |

| 번호 | 포지션 | 국적        | 이름        |
| ---- | ------ | ----------- | ----------- |
| 23   | MF     | 콩고 공화국 | 윌 혼더마크 |
| 24   | MF     | 가나        | 타리케 포수 |
| 30   | MF     | 튀니지      | 새미 슈체인 |

## 역대 감독
| 감독                     | 임기        |
| ------------------------ | ----------- |
| 롭 페이지                | 2016 ~ 2017 |
| 지미 플로이트 하셀바잉크 | 2017 ~ 2018 |